# Rojasimalva
Genre
Classification phylogénétique
Rojasimalva est un genre monotypique d'arbre de la famille des Malvaceae, endémique de la cordillère côtière au Venezuela. Elle ne contient qu'une seule espèce connue à l'heure actuelle, Rojasimalva tetrahedralis Fryxell.

Le nom de ce genre fut donné en l'honneur de la botaniste vénézuélienne Carmen Emilia Benítez de Rojas, née en 1937.